# BlackBerry Classic
BlackBerry Classic, hay được biết đến ban đầu với cái tên BlackBerry Q20, là điện thoại thông minh có màn hình cảm ứng được tích hợp với bàn phím QWERTY hoặc AZERTY có nút bấm vật lý được phát triển bởi hãng BlackBerry, trước đây gọi là RIM (Research In Motion). BlackBerry Classic được công bố lần đầu vào ngày 17 tháng 12 năm 2014 và chạy hệ điều hành BlackBerry 10. Về hình thức đặc biệt là thiết kế của nó tương tự cảm giác như BlackBerry Q10 và đặc biệt cứ như là BlackBerry Bold 9900 và các dòng điện thoại liên quan ở chỗ chúng được tích hợp bàn di chuột quang có thể điều chỉnh được và có thể được sử dụng làm phương thức điều hướng chính thay vì với màn hình cảm ứng của thiết bị.

## Thông số kỹ thuật

### Phần cứng
BlackBerry Classic có màn hình cảm ứng tới 3.5-inch IPS LCD, Dual-core 1.5 GHz Krait Qualcomm Snapdragon S4 Plus processor của hãng. Ngoài ra với 2 GB RAM và 16 GB ở bộ nhớ thiết bị mà có thể mở rộng lên tới 256 GB nhờ thẻ nhớ thêm microSD. Điện thoại có dung lượng pin khoảng 2515 mAh Li-Ion cùng với 8 MP camera với đèn LED và camera trước với độ phân giải 2 MP được tích hợp có chức năng lấy nét tự động. Ngoài ra, có ba phiên bản trên thị trường gồm Đen, Trắng và Xanh.

### Phần mềm
BlackBerry Classic được ra mắt với hệ điều hành BlackBerry OS 10.3.1 và có thể nâng cấp lên tới phiên phản 10.3.3.

## Tiếp nhận
BlackBerry Classic nhận được phản hồi khá tích cực từ các nhà phê bình, với xếp hạng trung bình là 7/10. Techradar cho điểm 3,5 / 5, đánh giá cao tốc độ của trình duyệt web và dịch vụ nhắn tin, nhưng cũng bày tỏ sự thất vọng về việc thiếu ứng dụng và trọng lượng vật lý của điện thoại.

### Bán hàng
Vào tháng 3 năm 2015, công ty tài chính Morgan Stanley đã đưa ra một báo cáo tuyên bố cả BlackBerry Passport và phiên bản BlackBerry Classic đều "không bán được" và chỉ 8.000 chiếc từ cả hai dòng máy đã được bán trong báo cáo tài chính vào quý đó. Theo tờ báo The Guardian, doanh số chung chỉ đạt 793 triệu đô la, thấp hơn kỳ vọng 927 triệu đô la của BlackBerry.
Vào ngày 5 tháng 7 năm 2016, BlackBerry tuyên bố sẽ ngừng sản xuất hàng loạt các mẫu Classic trên toàn cầu. Điều này đã làm dấy lên suy đoán rằng Classic là chiếc BlackBerry cuối cùng có bàn phím vật lý và với hệ điều hành BlackBerry 10. Tuy nhiên, vào ngày 26 tháng 7 năm 2016, công ty đã gợi ý rằng một mẫu máy khác sẽ có bàn phím truyền thống sẽ "sắp ra mắt". Trước đây, COO Marty Beard đã tiết lộ những tin đồn về sự kết thúc của BlackBerry 10.